# Participation liégeoise à la révolution belge de 1830
La participation liégeoise à la Révolution belge de 1830 désigne l'ensemble des événements militaires, politiques ou populaires ralliant la région de Liège à la Révolution belge, menée à partir du mois d'août 1830 contre le roi des Pays-Bas Guillaume d'Orange-Nassau, ainsi que lors de la guerre belgo-néerlandaise qui la suivit.
Elle commence dès le début de l'insurrection de 1830 dans les Pays-Bas méridionaux qui entraîne plusieurs réactions populaires dans différentes villes de la province de Liège, dont la cité ardente elle-même, mais aussi à Huy et à Verviers.
D'un point de vue militaire, la garde urbaine de Liège est créée et prend notamment le contrôle de plusieurs lieux militaires, dont le fort de la Chartreuse ou encore la citadelle de Liège. Le 2 septembre 1830 un corps franc est composé afin de se rendre à Bruxelles pour renforcer les troupes révolutionnaires belges qui défendent la capitale brabançonne face à l'armée du Prince d'Orange. Le corps participe, entre autres, aux combats des Journées de Septembre dans le parc de Bruxelles, avec des combattants restés célèbres, comme Jean-Joseph Charlier dit « Jambe-de-bois ».
Outre l'aspect purement militaire, l'influence de la participation liégeoise dans la Révolution belge demeure plus importante que celle des différentes autres régions des Pays-Bas méridionaux, notamment au travers de l'engagement politique de personnalités comme Charles Rogier, Joseph Lebeau, Paul Devaux ou Jean Raikem qui joueront un rôle prépondérant dans la création du Gouvernement provisoire de Belgique, du Congrès National ou de la Constitution belge. 
Par ces différents aspects, les liégeois contribueront grandement à l'indépendance de la Belgique du Royaume uni des Pays-Bas, proclamée le 4 octobre 1830 par le gouvernement provisoire de Belgique.

## Contexte

Dans l'Ancien Régime, la Principauté de Liège n'était pas rattachée aux Pays-Bas autrichiens, dirigés par la maison de Habsbourg.

### La principauté de Liège
À la fin du XVIIIe siècle, les territoires de l'actuelle Belgique appartiennent quasiment tous au Saint-Empire romain germanique mais le système féodal rend les Pays-Bas autrichiens assez différents de la principauté de Liège, ceux-ci n’étant, par exemple, pas gouvernés par les mêmes souverains. En 1787, les premiers se révoltent contre l'empereur Joseph II de la Maison de Habsbourg, lors de la Révolution brabançonne, qui donne naissance aux éphémères États belgiques unis. Après la Révolution française de 1789, les liégeois s'insurgent quant à eux contre le Prince-évêque de Liège, César-Constantin-François de Hoensbroeck, lors de la Révolution liégeoise. Malgré leurs échecs, ces deux premières révolutions, indépendantes l'une de l'autre, montrent les chemins différents pris par les liégeois qui vont être, pour la première fois depuis des siècles, rattachés aux autres « belges », lors de l'annexion à la Première République française en 1795. C'est sous le régime français que sont créés les « départements réunis », dont le département de l'Ourthe qui englobe le pays de Liège et ses environs.

### Le Royaume uni des Pays-Bas
Après la chute du Premier Empire de Napoléon Bonaparte, les puissances européennes victorieuses déclarent les anciens territoires annexés par la France « vacants » et se réunissent lors du congrès de Vienne pour décider de leur sort. Souhaitant disposer d'un rempart contre les éventuelles nouvelles ambitions expansionnistes françaises, elles décident de créer un nouvel état « tampon » entre le nouveau Royaume de France et la Prusse. C'est ainsi que, le 15 mars 1815, le Royaume uni des Pays-Bas voit le jour avec, comme souverain, Guillaume Ier de la maison d'Orange-Nassau, ancêtre du héros néerlandais du XVIe siècle, Guillaume d'Orange, qui mena la révolte et l'indépendance des Provinces-Unies du royaume d'Espagne. Le royaume est divisé en dix-sept provinces, dont la province de Liège, créée pour l'occasion.

### L'esprit révolutionnaire de 1830
L'année 1830 voit plusieurs pays connaître une révolution, comme la Grèce qui obtient son indépendance de l'Empire Ottoman le 3 février, mais surtout la deuxième Révolution française, qui renverse le roi Charles X, fin juillet. Plusieurs Liégeois sont d'ailleurs présent à Paris lors des évènements. À ce sujet, le 4 août 1830, le gouverneur de la province de Liège, Samuel Johannes Sandberg van Essenburg, écrit au ministre de l'intérieur, Edmond de la Coste :  « (...) Ce qui rehausse singulièrement l'intérêt qu'on porte à cette affaire parisienne, c'est la circonstance assez singulière que plusieurs jeunes Liégeois sont à Paris en ce moment et leurs lettres donnent des détails quotidiens. Plusieurs Français ont marqué dans la bagarre, qui ont séjourné à Liège. Les armes enlevées et pillées sont liégeoises. Paris est tellement connu aux Liégeois que chaque groupe a son cicerone qui explique les localités. (...) »
Les belges, majoritairement catholiques, lassés du gouvernement protestant « hollandais » de La Haye et dans un contexte économique compliqué, emboîtent le pas lors de l'insurrection de 1830 dans les Pays-Bas méridionaux qui déclenche la révolution belge après la représentation de la pièce de théâtre La Muette de Portici au Théâtre Royal de la Monnaie de Bruxelles le 25 août.

## Insurrection

Le drapeau belge n'existant pas encore, les premiers drapeaux à être brandis furent des drapeaux liégeois ou français, puis ceux de la Révolution brabançonne (image).

Apprenant les émeutes d’août 1830 à Bruxelles, premier volet de l'insurrection de 1830 dans les Pays-Bas méridionaux, les couleurs jaunes et rouges du drapeau liégeois sont hissées dans de nombreuses anciennes bonnes villes de la principauté de Liège comme à Huy, Thuin, Dinant ou Ciney. Le drapeau français apparaît également, pas tant par esprit de rattachisme mais plutôt au travers du symbole de liberté politique et d'aspirations sociales qu'il représente, particulièrement depuis sa réapparition lors de la toute récente deuxième révolution française. Celle-ci a, en effet, renversé le denier roi de France, Charles X et remplacé le drapeau du royaume de France par le drapeau tricolore républicain de la première Révolution de 1789. La Marseillaise est également chantée à travers la région liégeoise et jusqu'en Prusse, où l'insurrection populaire se propage. 

### Huy
La nouvelle des émeutes d’août 1830 à Bruxelles arrive dès le lendemain à Huy et le conseil de Régence, craignant des troubles de la population, décide la nomination d'une commission de sûreté publique dès le 30 août. Celle-ci est composée de 13 personnes et présidée par Florimond-Joseph-Ignace de Ficquelmont, sans avoir été consentie par le bourgmestre faisant-fonction, Monsieur Lhonneux (remplaçant Monsieur Delchambre, malade), qui demeure un orangiste notoire. La commission crée une garde urbaine chargée d'assurer la tranquillité publique, placée sous le commandement du Comte de Looz, Guillaume de Looz-Corswarem.
Le 6 septembre, l’hôtel de ville de Huy est pris d’assaut par une troupe populaire et, le lendemain, le bruit courant que des renforts de l'armée du Royaume uni des Pays-Bas sont en route pour venir soutenir la garnison en poste dans le fort de Huy, entraîne la décision de prendre possession de la citadelle, qui n'a pour toute garnison qu'une vingtaine de canonniers invalides. La garde communale et des bourgeois armés se rangent en ordre de bataille sur la Grand-Place où l'on distribue des cartouches et où ils obtiennent les clefs du fort chez le capitaine Banneux. La troupe s’avance tambour battant jusqu'au pied de la citadelle et y pénètre sans difficulté et sans résistance. Le drapeau de Liège est arboré en haut du fort tandis que les soldats de la garnison sont conduits à Liège par bateau. Un autre drapeau liégeois est également planté à Statte au sommet du rocher situé près de l'église actuelle.
Plusieurs tentatives de former un corps franc de volontaires sont avortées, fautes d'armes et de munitions mais aussi par l'insistance du commandant de la garde urbaine liégeoise, qui demande aux huttois de se maintenir en possession du fort.

### Liège

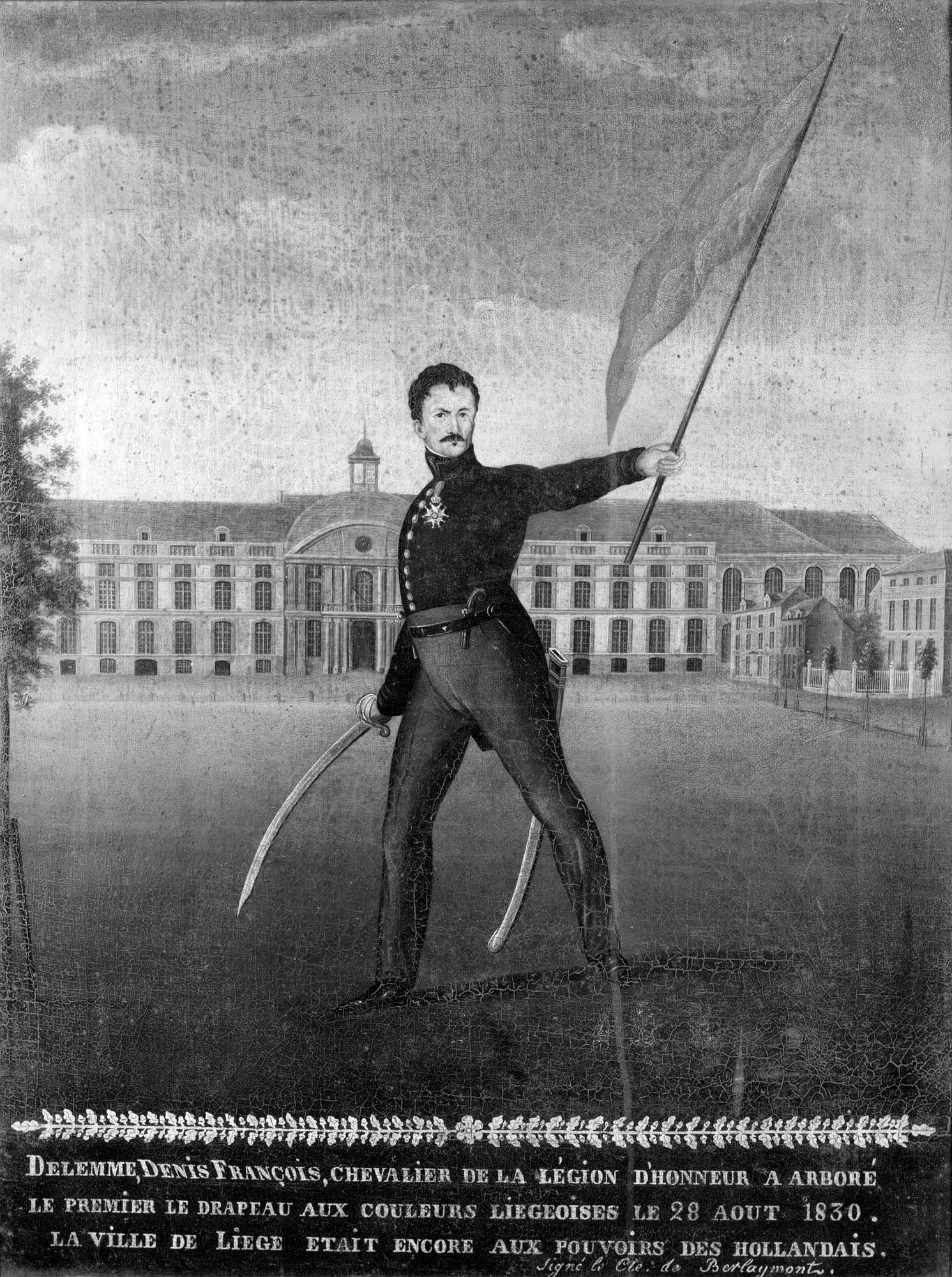
Denis François Delemme arborant le drapeau liégeois devant le palais des princes-évêques de Liège, le 28 août 1830.

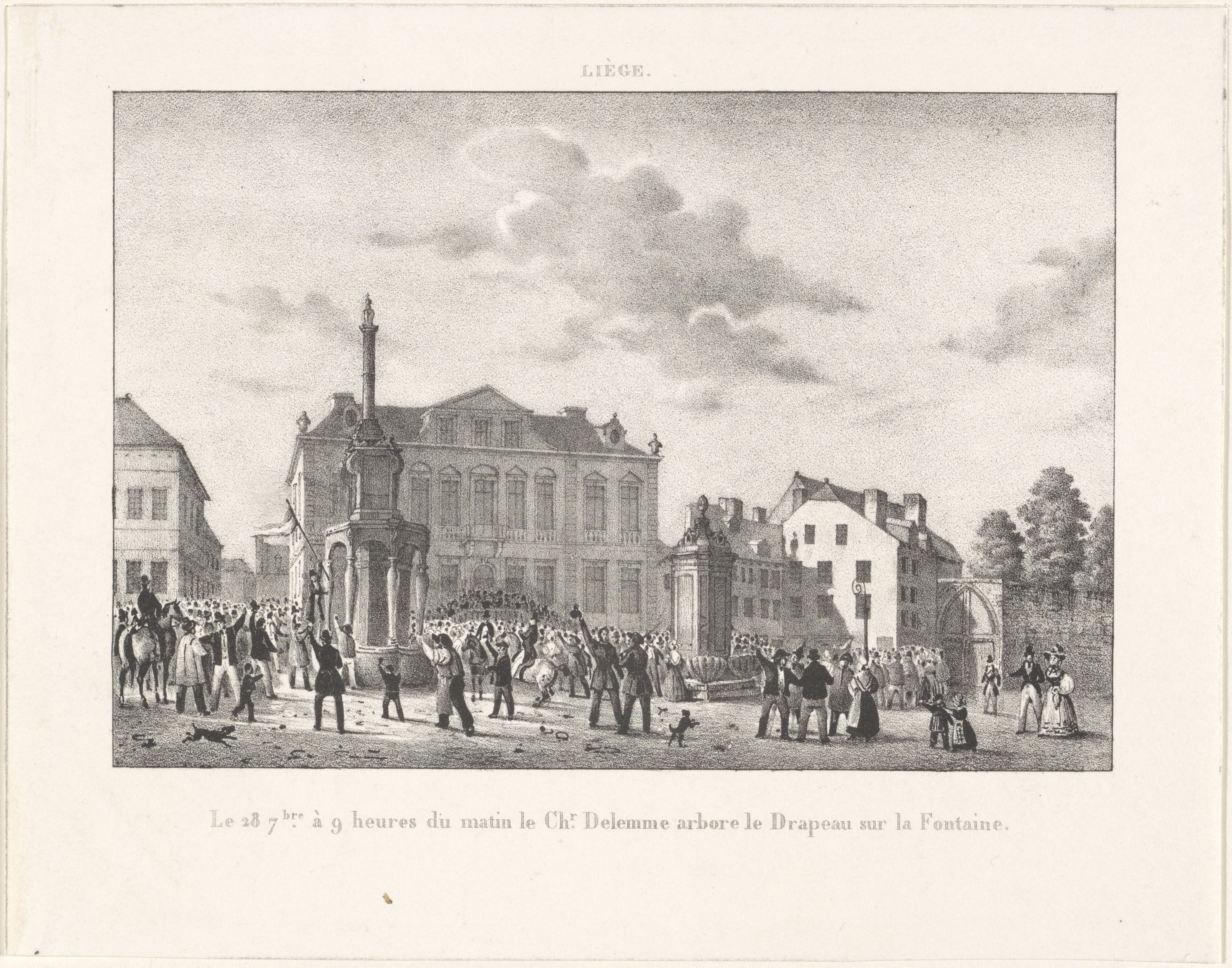
Le drapeau de la Belgique hissé sur le perron de la place du Marché de Liège, dès la fin des Journées de Septembre, le 28.

La nouvelle des émeutes d’août 1830 à Bruxelles arrive à Liège le lendemain, soit le 26 août. La foule s'amasse, entonne la Marseillaise et arrache les cocardes oranges de la garde communale, symbole de la monarchie néerlandaise, dont le poste est pillé et où 250 fusils sont volés. Dans la soirée, un grand nombre de jeunes gens se réunissent dans la cour du palais des princes-évêques de Liège. Charles Rogier, un jeune avocat de la cité ardente, en prend le commandement avec son frère, Firmin. 
Le 27 août, le gouverneur de la province de Liège, Samuel Johannes Sandberg van Essenburg décide de créer une « commission de sûreté publique » composée de meneurs de l'opposition, de journalistes et d'industriels. Elle est présidée par le comte Émile d'Oultremont et compte parmi ses membres, Constantin de Gerlache, Joseph Lebeau du journal Le Politique, ou encore Dieudonné Stas (en) du journal Le Courrier de la Meuse. 
Le 28 août, les insurgés se rendent chez le fabricant d'armes Devillers, aux degrés Saint-Pierre, pour y saisir 2 600 fusils contre un  « reçu au nom du peuple » fourni par Rogier. Ils en profitent pour arborer les couleurs liégeoises, rouge et jaune, sur l’hôtel de ville de Liège à l'instar de la garde communale, provoquant les autorités néerlandaises du bourgmestre Denis Marie de Mélotte d'Envoz et du gouverneur van Essenburg, tous deux orangistes. Parmi les « agitateurs », se trouve Denis François Delemme qui arbore le drapeau liégeois à travers la ville pour haranguer la foule. Une réaction militaire néerlandaise est annoncée pour mater la révolte, en provenance de la forteresse de Maastricht et de Bois-le-Duc. En conséquence de quoi les volontaires liégeois prennent possession de la caserne de Saint-Laurent, près de la Citadelle de Liège.
Comme dans d'autres villes belges gagnées par le mouvement insurrectionniste, une commission de sûreté publique est constituée de commun accord, par le gouverneur et le bourgmestre après un entretien avec l'avocat Étienne de Sauvage, qui en devient le vice-président. Elle est présidée par Émile d'Oultremont avec pour secrétaire Bauduin Bayet et parmi ses autres membres : Étienne De Gerlache, Joseph Lebeau et l'imprimeur Dieudonné Stas. Elle a pour rôle d'organiser une garde bourgeoise en rassemblant le peuple et décide de la baisse immédiate du prix du pain. Elle crée également la garde urbaine liégeoise, placée sous le commandement du comte Clément de Berlaymont. Celle-ci se dote d'un uniforme sommaire, fait d'un chapeau et d'un sarrau bleu, et assure le maintien de l'ordre public contre les pillages et les débordements.

### Verviers
Le vendredi 27 août 1830, le conseil de Régence de Verviers décide de créer une commission de sûreté publique, à l'instar de ce qu'il se fait à Liège. Parmi elle, on trouve des membres de la famille Davignon, dont Léonard-Joseph, pharmacien et Jean-Guillaume, fabricant de draps. La garde communale est convoquée et une garde bourgeoise est créée afin de soutenir les autorités dans le maintien de l'ordre public en cas d'émeutes. 
Le 28 août, une foule se rassemble sur la place du marché et brandit le drapeau tricolore français. Le soir, plus de mille ouvriers envahissent l’hôtel de ville de Verviers, désarment les gardes et arrachent le drapeau néerlandais. De violentes émeutes éclatent alors, et plusieurs maisons de notables sont pillées et incendiées, comme celle de Pierre Lys (nl), de Thier-Mère-Dieu ou la résidence d’un inspecteur des contributions. Pierre David, ancien bourgmestre et membre du conseil de Régence, tente de s'interposer mais est à son tour pris à partie par la foule. Outre les résidences, le mont-de-piété est incendié. En conséquence directe, le prix du pain est baissé de 10 centimes, pris en charge par plusieurs bourgeois de la ville qui décident également de prendre à leur compte les gages de moins de 10 florins néerlandais au mont-de-piété. Mais le calme que ces mesures produisent n'est qu'éphémère.  
Le dimanche 29 août les émeutes touchent la banlieue de Verviers avec des incidents signalés Andrimont, Dison et Ensival. Les industries sont également attaquées et des machines sont démontées dans les fabriques textiles de Raymond de Biolley ou de la famille Simonis, dont l'un des membres, Léon Simonis, parvient à influencer les émeutiers et à diriger trois cents pillards vers le marché d’Aubel pour y voler des vivres, particulièrement du grain. Sous la pression populaire, l'usage des tondeuses mécaniques de l'industrie textile est interdit, la mécanisation étant vue comme un danger pour l'emploi par les ouvriers. Le lundi 30 août, le drapeau français est remplacé par le drapeau vert et blanc aux couleurs franchimontoises.

Le comte François de Mercy-Argenteau (nl) écrit depuis son château de Visé au chef du cabinet du roi Guillaume Ier le 31 août : 

« Pour comble d'adversité, le besoin de pain se fait sentir. Une multitude d'ouvriers est sans travail à Verviers. A l'heure où je vous écris deux à trois mille gens sont sur les quais de 'Liège criant pour du pain et repoussant si bien les forces armées que la régence a dû baisser le prix de 28 à 20 cents par carte à délivrer par le comité de secours. Verviers est dans un état épouvantable, les campagnes environnantes de même. On s'arme dans cette ville pour la défense autant qu'on le peut; à Herve, à Battice, à Dison on pille. Un seul moment de confusion ou de relâche dans l'activité des gardes amènerait d'épouvantables catastrophes à Liège. »

Début septembre, le calme revient et de nombreux pillards sont arrêtés. Ils seront jugés par la cour d’assises de Liège en juin 1831, tandis que Pierre Lys leur intentera un procès en 1834. Les tondeuses mécaniques sont réintroduites dès le 8 septembre et les taxes communales annulées le 1er septembre, refont surface le 11. 
Le 26 octobre 1830, Pierre David est élu bourgmestre de Verviers par 241 voix sur 261.

### Dans les alentours
- Fraipont : le 29 août 1830, Alexis-Auguste Tassier appelle la population à prendre les armes[14].

## Aspects militaires

### Corps franc

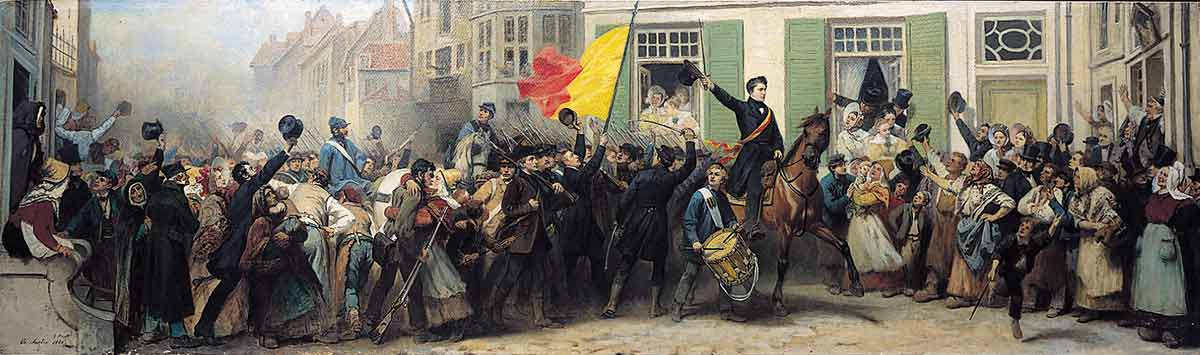
Arrivée du corps franc liégeois à Bruxelles le 7 septembre 1830.

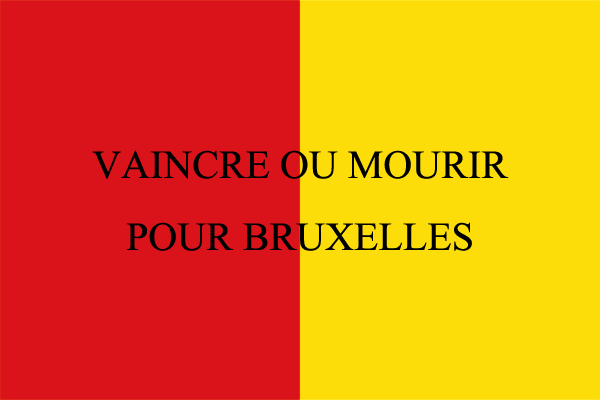
Détail du drapeau des volontaires liégeois partant pour Bruxelles, tel que peint sur le célèbre tableau de Charles Soubre de 1878.

Début septembre, Bruxelles, les fils du roi Guillaume, les princes Guillaume et Frédéric arrivent à Vilvorde où ils installent leur campement, avec une troupe de 6 000 hommes et une vingtaine de canons. Ils convoquent les principaux dirigeants du mouvement contestataire et de la garde bourgeoise de Bruxelles, à savoir Charles-Joseph d'Ursel, Prosper-Louis d'Arenberg et Emmanuel Van der Linden d'Hooghvorst qui arrivent avec d'autres membres de la garde et arborent des écharpes aux couleurs du drapeau de la Révolution brabançonne. Ils leur font savoir qu'ils exigent l'abandon immédiat de ces couleurs et qu'ils entreront le lendemain dans la capitale brabançonne avec l'armée. En apprenant la nouvelle, le peuple de Bruxelles commence à dresser des barricades dans les rues. Le soir, la garde bourgeoise envoie une nouvelle délégation auprès des princes dans le but de les convaincre de renoncer à leur projet et, dès le lendemain, le prince Guillaume, constatant l'hostilité du peuple de Bruxelles, décide de rentrer à La Haye afin de plaider auprès de son père la cause de la séparation administrative des Pays-Bas méridionaux, étant donné qu'à l'époque l'indépendance de la Belgique n'était pas encore évoquée.
Le 2 septembre 1830, Charles Rogier endosse le sarrau bleu du peuple et une écharpe tricolore brabançonne pour lancer un appel aux volontaires de rejoindre la capitale, recevant, le même jour un sabre et son fourreau de la ville de Liège. Il y eut plusieurs départs de volontaires liégeois : le 2 septembre d'abord, un groupe de 51 volontaires partent pour Bruxelles par la diligence, guidés par Firmin Rogier qui emporte des caisses d'armes. Le 3 septembre, François-Joseph de Bosse de Villenfagne part à 22 h 30, à la tête de 1 500 hommes et de deux canons, il précise dans ses mémoires qu’arrivés à Oreye la troupe ne comptait plus qu'entre 120 et 130. Enfin, le 4 septembre, c'est au tour de Charles Rogier de prendre le chemin de Bruxelles à la tête de 106 liégeois, dont le nombre grossira tout au long de la route par Hannut, Jodoigne puis Wavre. Parmi eux, Jean-Joseph Charlier, un ancien militaire de la Grande Armée de Napoléon Ier, s'empare de deux canons, nommés Marie-Louise et Willem, abandonnés par l'armée néerlandaise dans la caserne des Écoliers, en Outremeuse. Les deux groupes de Bosse et Rogier se rejoignent à Auderghem le 6 septembre et font leur entrée à Bruxelles le 7 vers midi. Ils s'emparent alors des armes entreposées dans l'hôtel de ville et, dès le 12 septembre, les canons liégeois sont incorporés dans l'artillerie des révolutionnaires, commandée par le français Anne François Mellinet.

#### Les Journées de Septembre à Bruxelles

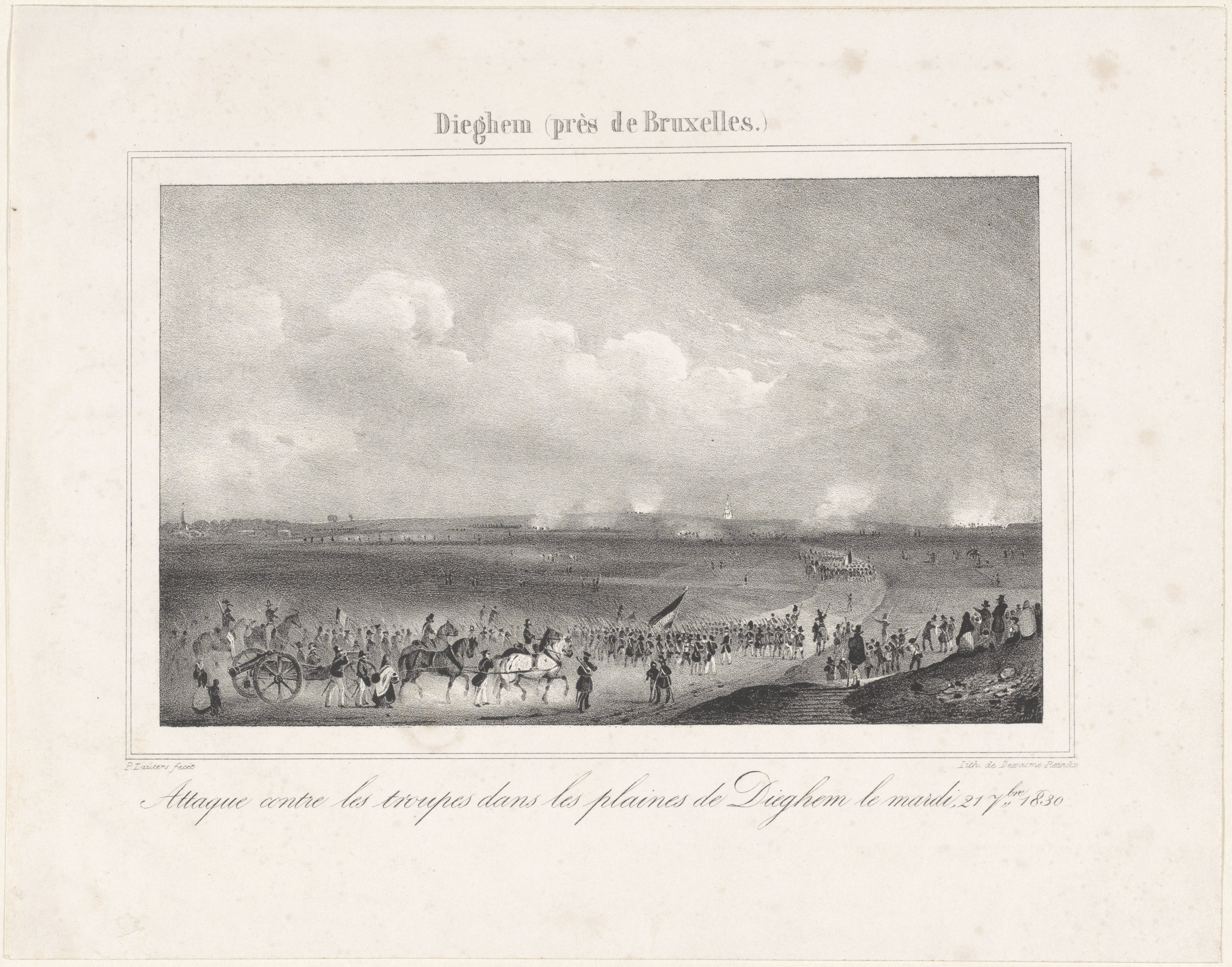
Peu avant les Quatre Jours de Septembre, les Liégeois accrochent les troupes néerlandaises près de Diegem.

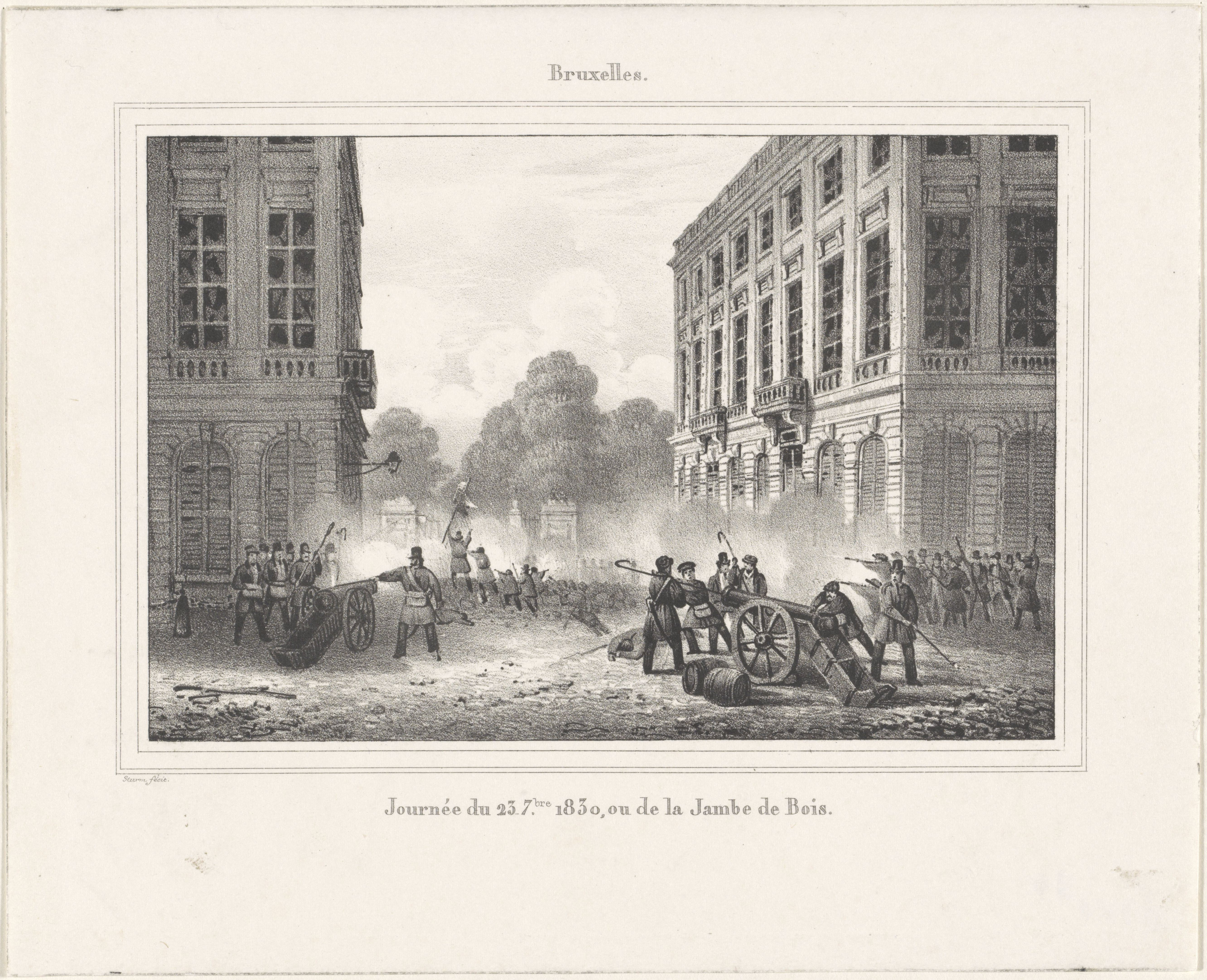
Jean-Joseph Charlier, dit « Jambe-de-bois », et son canon, Willem, pendant les combats des Journées de Septembre dans le parc de Bruxelles.

Le 19 septembre 1830, le corps franc liégeois fait feu sur des troupes de la Maréchaussée royale postées à Tervuren et à Vilvorde puis s'empare de leurs chevaux et arrête la diligence venue d'Amsterdam. La commission de sûreté bruxelloise leur adresse alors un blâme, ce qui conduit la troupe à prendre possession de l'hôtel de ville de Bruxelles, où siège la commission, qui se dissout le lendemain. Le peuple prend le contrôle de la ville et l'anarchie règne. Ce jour du 20 septembre, Adolphe Bayet, un avocat liégeois fondateur de la Réunion centrale (nl), envoie un courrier aux communes voisines de Liège afin de les inciter à de marcher au secours de la capitale.
Le 21, les premiers liégeois trouvent la mort dans des escarmouches avec la cavalerie néerlandaise près de Vilvorde, où campe le prince Frédéric. Ils sont principalement mobilisés du côté de Diegem. Le matin du 23 le pessimisme règne quant aux chances des révolutionnaires face aux 13 000 hommes et 52 canons de l'armée néerlandaise. Le général Bruno Renard, venu avec les tournaisiens, écrit que « Dans la nuit du 22 au 23 il n’y avait pas quarante hommes armés qui veillassent. Nous n’étions peut-être pas trois cents disposés à la résistance et disséminés sur une longue étendue. Il n’y avait ni chefs, ni pouvoir, ni plan arrêté, ni direction. » Résignés et pensant que Bruxelles se rendra sans combattre, Charles Rogier et d'autres dirigeants quittent alors la capitale. L'armée du Prince d'Orange lance l'attaque au matin du 23 mais, contre toute attente, les volontaires résistent et les barricades tiennent bon. Rogier se trouve à Braine l'Alleud quand il entend les canons entamer les combats des Journées de Septembre et revient à la hâte.
Les troupes néerlandaises entrent péniblement dans Bruxelles par la rue de Flandre et sont définitivement arrêtées dans le parc de Bruxelles par la barricade installée entre la place de Lorraine et le parc. C'est sur cette barricade que Jean-Joseph Charlier et le canon Willem ont pris position.  Il tire tantôt vers le parc, tantôt vers la place, par laquelle les Néerlandais tentent de prendre la barricade à revers.

### Garde urbaine de Liège

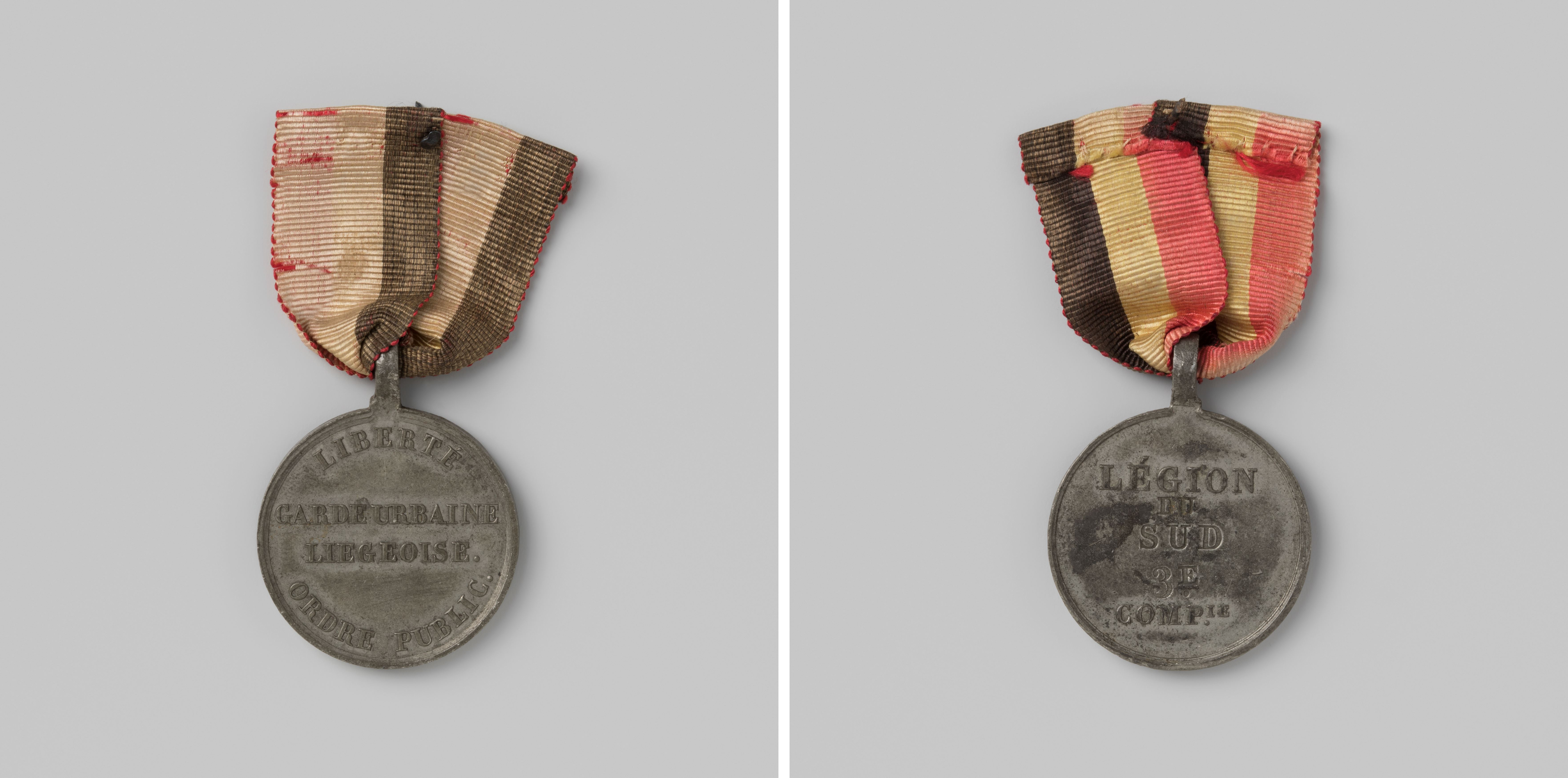
Médaille de la garde urbaine liégeoise.

#### Prise de la Citadelle de Liège

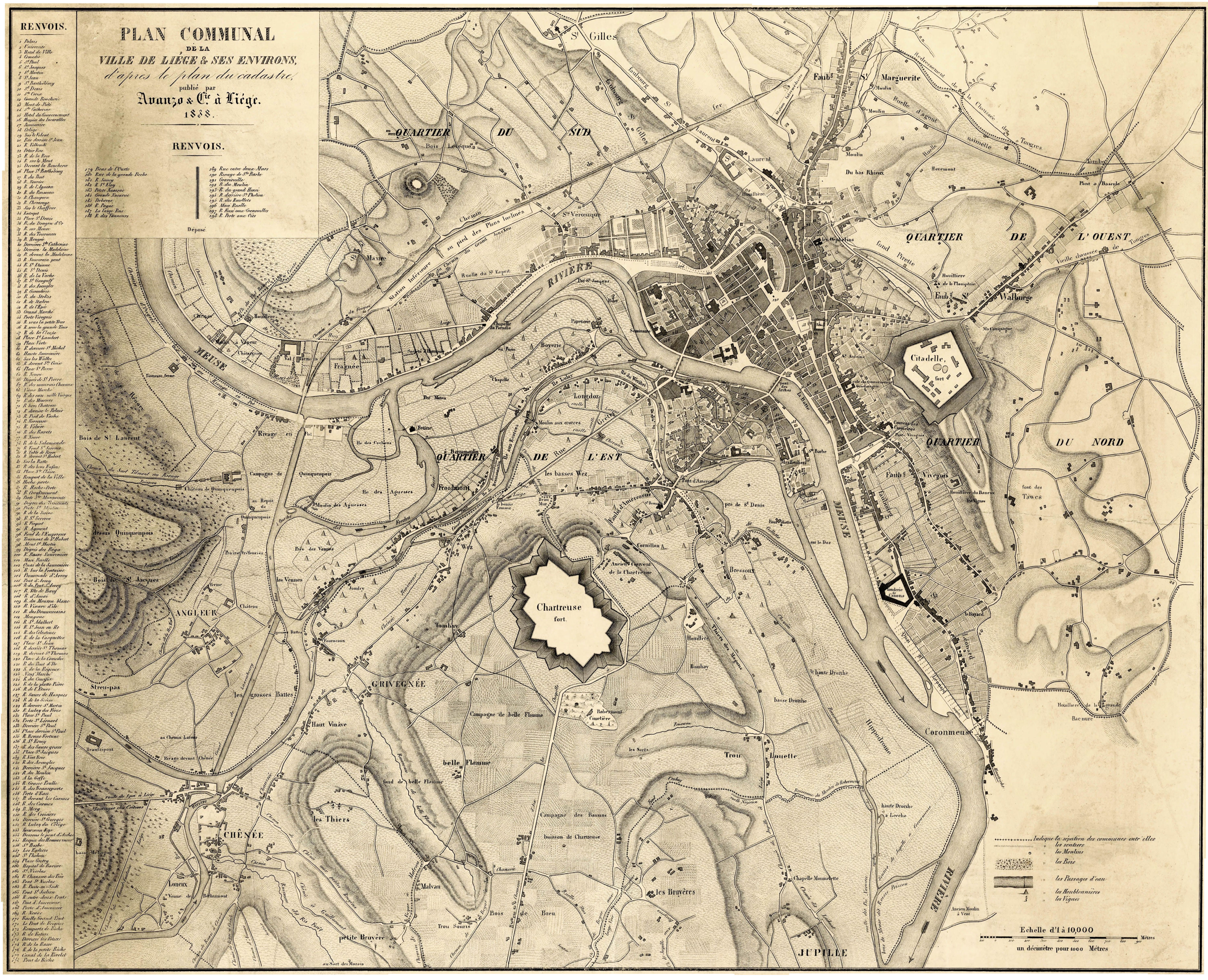
La citadelle de Liège et le fort de la Chartreuse (ici sur une carte de Liège de 1838) seront conquis par la Garde urbaine liégeoise.

La citadelle de Liège était alors l'une des places fortes du Royaume et abritait la 11e division (11de afdeeling) de l'armée du Royaume uni des Pays-Bas sous les ordres du major général Cornelis Gerardus Iman van Boecop. Les révolutionnaires de la Garde urbaine liégeoise, commandés par Clément de Berlaymont assiègent la citadelle à partir du 19 septembre. Le lendemain, certains d'entre-eux s'emparent du fort de la Chartreuse, de l'autre côté de la Meuse. Vers le 25 septembre, le ravitaillement de la Citadelle devient problématique et les soldats tentent des sorties pour se procurée de la nourriture aux alentours. Le 30 septembre un convoi de bœufs destiné à la garnison est intercepté avec son escorte par les révolutionnaires belges lors des batailles autour du quartier de Sainte-Walburge (commune de Rocourt), auxquelles participent notamment Charles Duvivier de Streel. Durant la nuit du 5 octobre 1830, Edouard d’Adesky, l'un des fourriers néerlandais quitte la forteresse avec le reste des réserves de vivres. Le lendemain, la famine aidant, la Citadelle capitule.

### Guerre belgo-néerlandaise
Les combattants liégeois sont ensuite rassemblés dans l'armée belge lors de la création du 11e régiment de Ligne, commandé par le Colonel Jean-Nicolas-Marie l’Olivier. Ils engagent leurs premiers combats contre les néerlandais le 8 novembre près du bois de Tegelen, sur la route vers Venlo (dans l'actuel Limbourg néerlandais), et contribuent ainsi à la chute du fort Saint-Michel où trois cents soldats du roi se rendent et où 115 canons sont récupérés après le Siège de Venlo (1830) (nl) le 11 novembre. L’armée du général Nicolas Joseph Daine se dirige ensuite vers Maastricht, dont la forteresse demeura néerlandaise malgré le blocage de la ville (nl).

## Politique

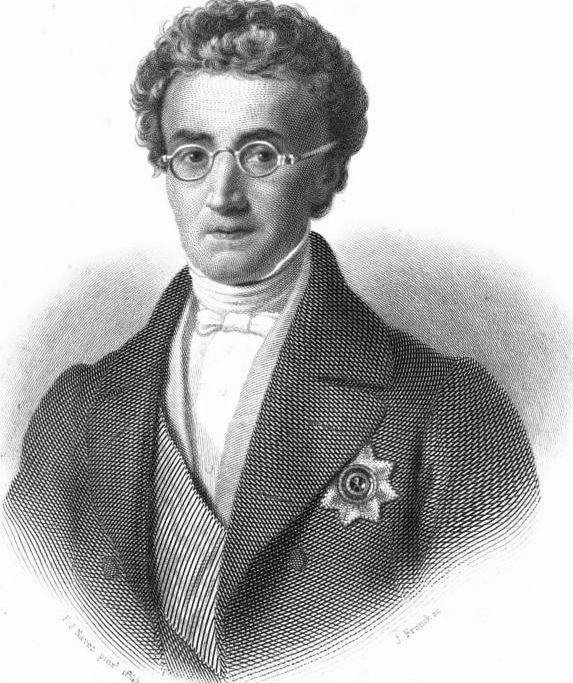
Étienne-Constantin de Gerlache, député aux États généraux du royaume des Pays-Bas.

### Opposition au régime gouvernemental néerlandais
Bien avant le début de l'insurrection de 1830 dans les Pays-Bas méridionaux, de nombreux députés des provinces du sud, manifestent leur mécontentement à l'égard du régime « hollandais » du roi Guillaume. Parmi eux, le Liégeois Étienne de Gerlache prononce un discours notoire lors de la séance des États  généraux du royaume des Pays-Bas du 13 décembre 1825, dans lequel il défend la liberté d'instruction, la liberté de la presse, de l'industrie et du commerce, et dénonce l'ultra-nationalisme et l'état calviniste.

### Délégation liégeoise à La Haye
Le 27 août 1830, la commission de sûreté publique de Liège décide de l'envoi d'une délégation de trois personnes afin de demander au roi Guillaume Ier le redressement des griefs de la nation, au moyen d'une pétition demandant la convocation extraordinaire d'une session des États généraux. Ils sont reçus à La Haye le 31 août, contre l'avis du ministre de la Justice de l'époque, Cornelis van Maanen, dont l’hôtel particulier qu'il possédait à Bruxelles avait été incendié par les insurgés. Le roi ne céda sur rien, objectant la loi fondamentale renvoyant toute décision à la session extraordinaire des États généraux, qu'il avait convoqués pour le 13 septembre.

### Gouvernement provisoire, Congrès national et Constitution belge
Le 24 septembre 1830, soit pendant l'épisode des Journées de Septembre, plusieurs hommes, dont Rogier, créent la « commission administrative » en proclamant : « Depuis deux jours Bruxelles est dépourvu de toute espèce d’autorité constituée ; l’énergie et la loyauté populaires en ont tenu lieu ; mais tous les bons citoyens comprennent qu’un tel état de choses ne peut durer sans compromettre la ville et le triomphe d’une cause dont le succès dès hier est assuré. Des citoyens, guidés par le seul amour du pays, ont accepté provisoirement un pouvoir qu’ils sont prêts à remettre en des mains plus dignes aussitôt que les éléments d’une autorité nouvelle seront réunis. Ces citoyens sont le baron Emmanuel Vanderlinden d’Hoogvorst, de Bruxelles ; Charles Rogier, avocat à Liège ; André Jolly, ancien officier du génie. Ils ont pour secrétaires Feuillen de Coppin et Joseph Vander Linden, de Bruxelles. »
Dans la matinée du 26, la commission administrative est rejointe par Alexandre Gendebien, Sylvain Van de Weyer et Félix de Merode et prend le nom de « gouvernement provisoire de Belgique ». Le lendemain, l'armée néerlandaise du prince Frédéric, vaincue, quitte Bruxelles.

### Orangisme
Tous les Liégeois n'étaient évidemment pas en faveur de la révolution belge : la région fut, au même titre qu'Anvers ou Gand, un vivier considérable pour le mouvement orangiste, fidèle au roi Guillaume Ier. Parmi les orangistes liégeois notables, citons le bourgmestre de Liège de 1824 à 1830, Denis Marie de Mélotte d'Envoz, qui avait notamment accueilli le roi à Ans le 23 juin 1829. On trouve aussi le gouverneur de la province de Liège, Samuel Johannes Sandberg van Essenburg.

### Rattachisme
Après l'indépendance de la Belgique, la volonté d'être rattaché à la France était largement minoritaire dans l'ensemble des Pays-Bas méridionaux à l'exception de Verviers et d'une partie de la bourgeoisie liégeoise. En effet, l'industrie textile, particulièrement présente dans la région, aurait grandement profité de l'accès au marché français.

## Presse

### Pro révolutionnaire

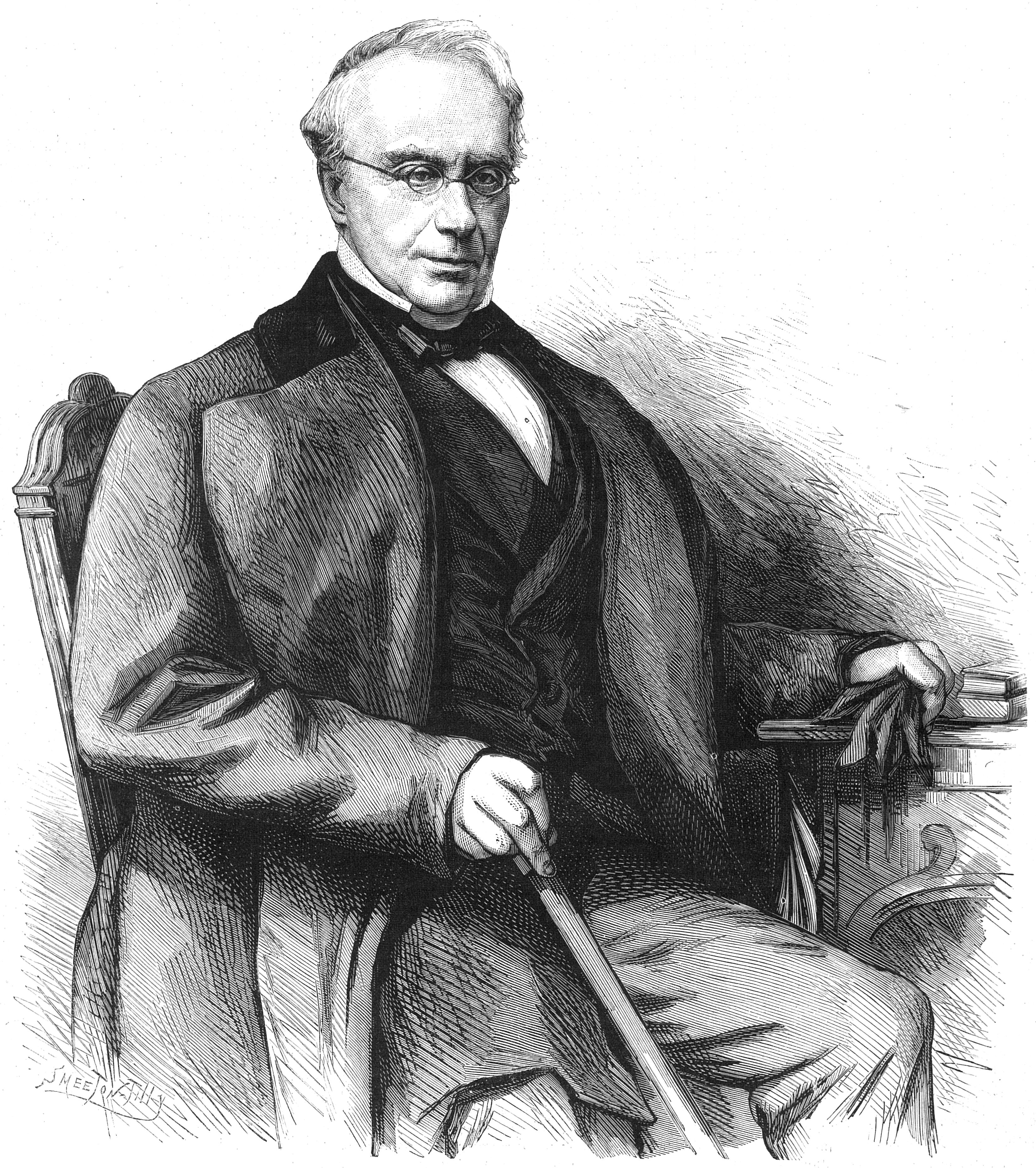
Paul Devaux, l'un des fondateurs du journal anti-gouvernemental le Mathieu Laensbergh.

Plusieurs journaux liégeois prirent le parti de la révolution belge. Parmi eux : 
- Le Mathieu Laensbergh, fondé avant le début de la révolution belge par Charles Rogier, Joseph Lebeau et Paul Devaux. Il s'agit d'un un quotidien à tendance libérale, s'opposant au gouvernement et dont le premier numéro parut le 1er avril 1824 et le dernier le 29 juin 1828. Il emprunte son titre à l'almanach éponyme publié à Liège au XVIIe siècle. Le 4 janvier 1829 il change de nom et devient Le Politique.

Le 6 septembre 1830, on y lit :

« Que la dynastie demeure, mais soyons nous-mêmes, soyons Belges, ayons nos chambres belges, notre constitution le belge, nos lois belges, notre armée belge ; nous avons plus beau et le plus riche pays du monde ; qu'il soit séparé de la Hollande, que nous possédions cette forme de gouvernement qui assure le règne de l'opinion nationale... Alors nous aurons une patrie, une patrie qui ne sera plus un mensonge, une patrie qui ne nous aura pas été imposée par un congrès, mais par nos cœurs : alors nous pourrons être gouvernés selon nos mœurs, selon nos intérêts, selon nos vœux... Nous n'aurons plus, dans notre marche progressive, à traîner comme un lourd boulet cette Hollande stationnaire ou rétrograde dont ni les vœux, ni les mœurs, ni les intérêts ne s'accordent avec les nôtres. »

- Le Courrier de la Meuse, quotidien catholique créé le 1er juillet 1820 par Corneille Neujean, curé de Saint-Nicolas et son vicaire Hubert Jacquemot, et détenu par Dieudonné Stas (en) avec, comme écrivain célèbre, Pierre Kersten.

Le 5 septembre 1830, on y lit : 

« II y a longtemps que nous avons perdu l'espérance de voir jamais une union sincère entre la Belgique et la Hollande, les derniers événements nous ont convaincus que  cette union est absolument impossible. Mœurs, opinions, culte, intérêts, caractère, langage, habitudes, goûts, occupations, tout est différent. Ce qui nous convient, ne convient pas aux Hollandais ; ce qui convient aux Hollandais, ne nous convient point du tout... Ainsi, séparation! Ne craignons plus de prononcer ce mot. Belges et Hollandais, vivons unis sous une même dynastie, mais séparons ce qui ne peut rester uni. »

### Rattachiste
D'autres journaux liégeois étaient clairement rattachistes :
- Le Journal de Verviers
- Le Journal de la province de Liège
- L'Industrie

## Personnalités
- Adolphe Bayet
- Bauduin Bayet
- Félix Bayet
- Jean-Joseph Charlier
- Pierre David
- Paul Devaux
- Clément de Berlaymont
- Florent de Bosse de Villenfagne

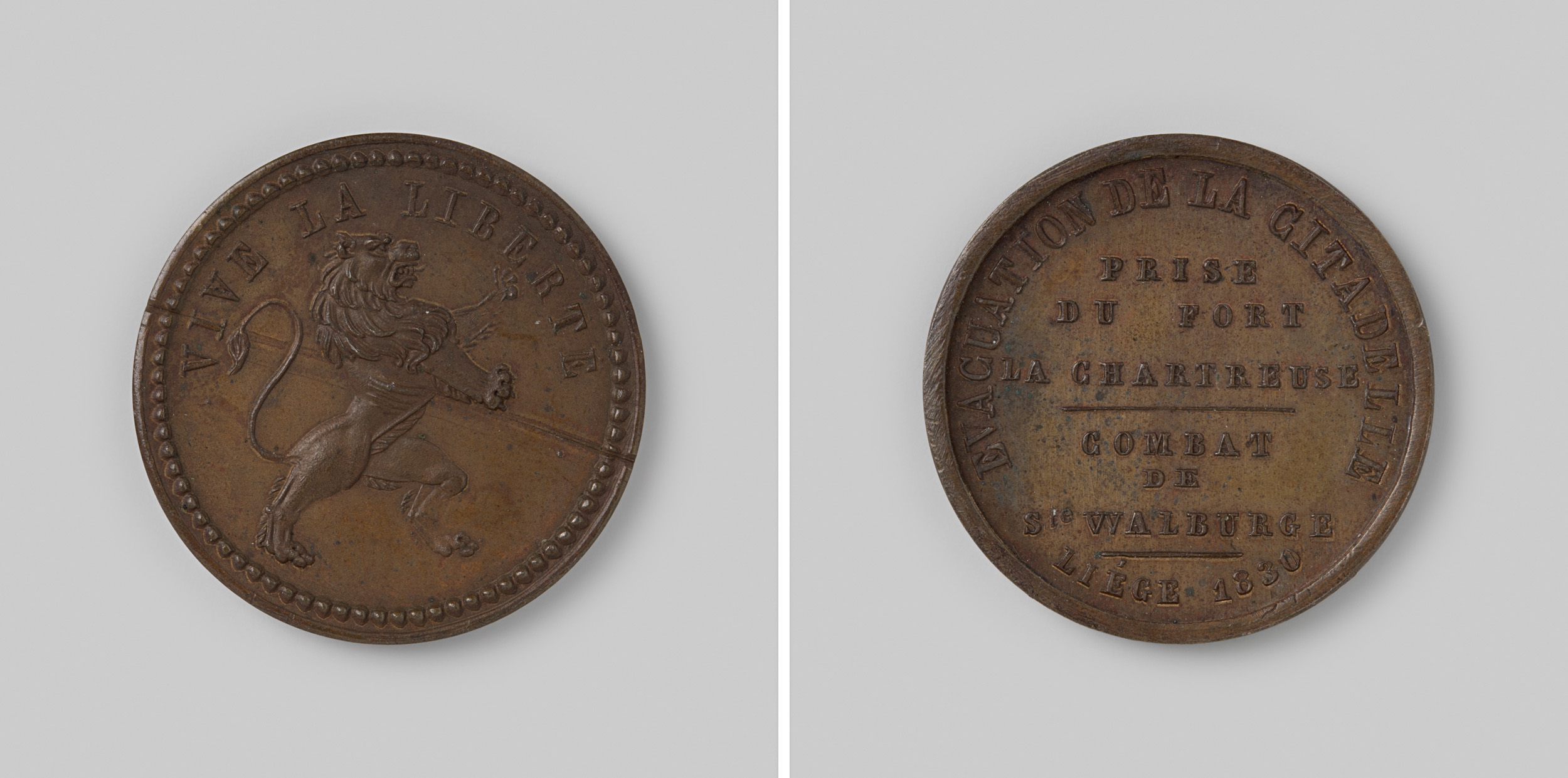
Médaille commémorant la prise du fort de la Chartreuse et les combats de Sainte-Walburge.

- Jean Libert Louis de Ryckel (nl)
- Denis François Delemme
- Louis Jamme
- François Lardinois (nl)
- Joseph Lebeau
- Émile d'Oultremont
- Jean Raikem
- Charles Rogier
- Étienne de Sauvage
- Dieudonné Stas (en)
- François de Stockem-Méan
- Alexis-Auguste Tassier

## Propagation
Les troubles des régions de Liège et de Verviers se propagent au-delà de la frontière belgo-prussienne, dans les villes de Rhénanie comme Düsseldorf ou Cologne, où des proclamations paraissent le 31 août appelant le peuple à « se soulever à l’exemple des braves belges », ainsi qu'à Aix-la-Chapelle où des émeutes ouvrières éclatent le 1er septembre. Des maisons sont pillées puis incendiées, comme celle de James Cockerill (en), frère de l'industriel John Cockerill établi dans le bassin liégeois. Les machines des établissements Nélissen, fabricant de draps, sont détruites. On y chante La Marseillaise en hissant le drapeau français, en guise de symbole révolutionnaire.

## Hommages

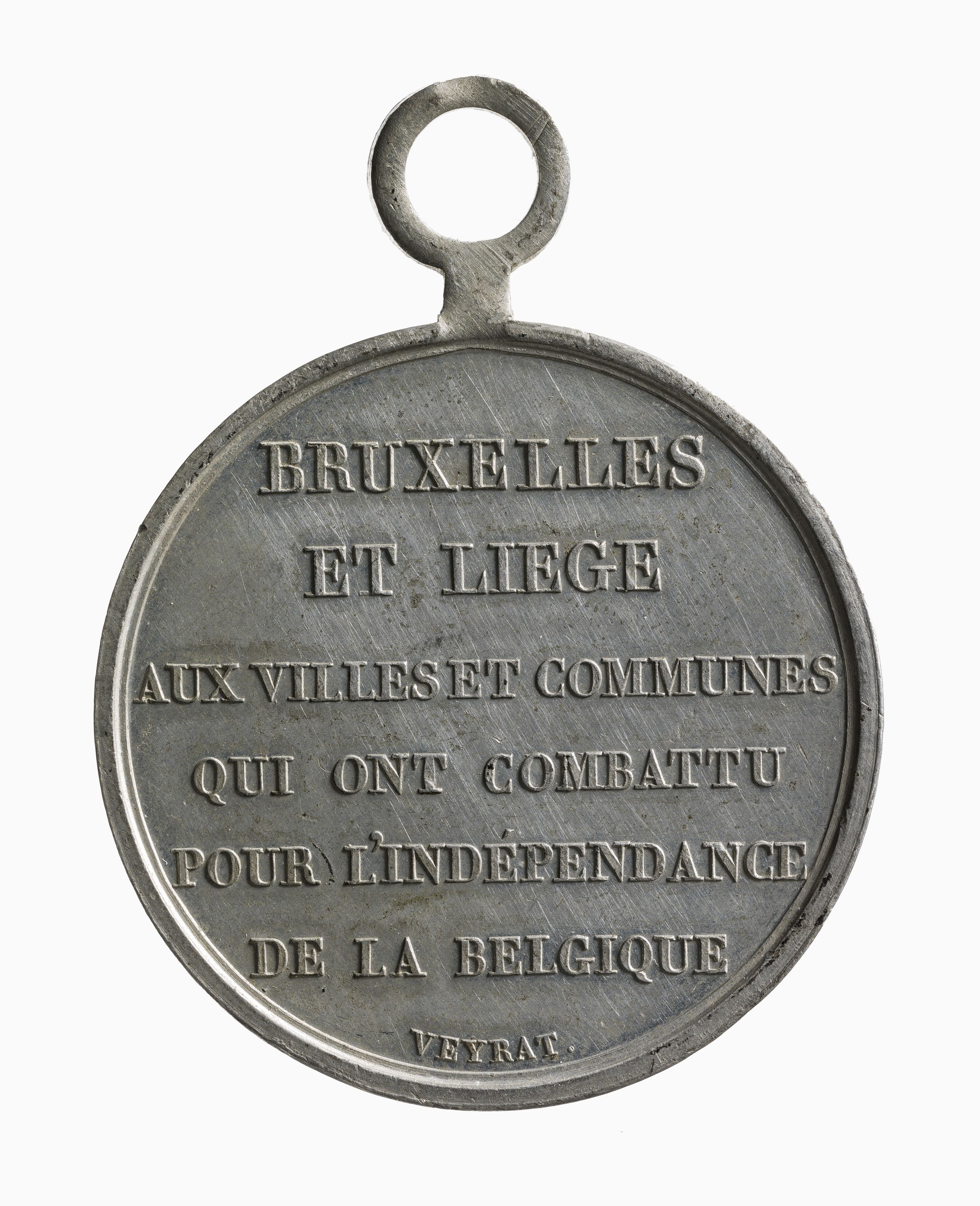
Médaille commémorative de la participation liégeoise à la Révolution belge.

- Plusieurs médailles furent créées pour commémorer la participation liégeoise à la Révolution belge de 1830.
- Huit villes ou (anciennes) communes liégeoises furent récipiendaires de l'un des Drapeaux d'Honneur de 1830 décernés par le roi des Belges, Léopold Ier le 27 septembre 1832 : Ans-et-Glain, Grace-Montegnée, Herstal, Herve, Hodimont, Huy, Liège et Verviers.
- La colonne de Sainte-Walburge fut érigée en 1850 à Rocourt, à l'endroit où la Garde urbaine liégeoise arrêta la colonne de renforts et de ravitaillement néerlandaise lors du siège de la citadelle de Liège le 30 septembre 1830, favorisant la capitulation rapide du fort et de la 11e division de l'armée orangiste[23].

## Dans la culture populaire
- Le diplomate britannique William Ralph Cartwright déclara que [24] :

« Si les Liégeois n'étaient pas entrés à Bruxelles, les affaires ne seraient pas arrivées à cette extrémité. »

- Li Pantalon trawé, chanson en wallon de Charles Duvivier de Streel, s'inspira de la vie de Jean-Joseph Charlier, dit « Jambe-de-Bois », l'un des volontaires du Corps franc liégeois de 1830[25].